# Busalla
Busalla – miejscowość i gmina we Włoszech, w regionie Liguria, w prowincji Genua.
Według danych na rok 2004 gminę zamieszkiwało 5975 osób, 351,5 os./km².
W miejscowości znajduje się stacja kolejowa Busalla.